# Philipp Friedrich von Breuner (Feldzeugmeister)

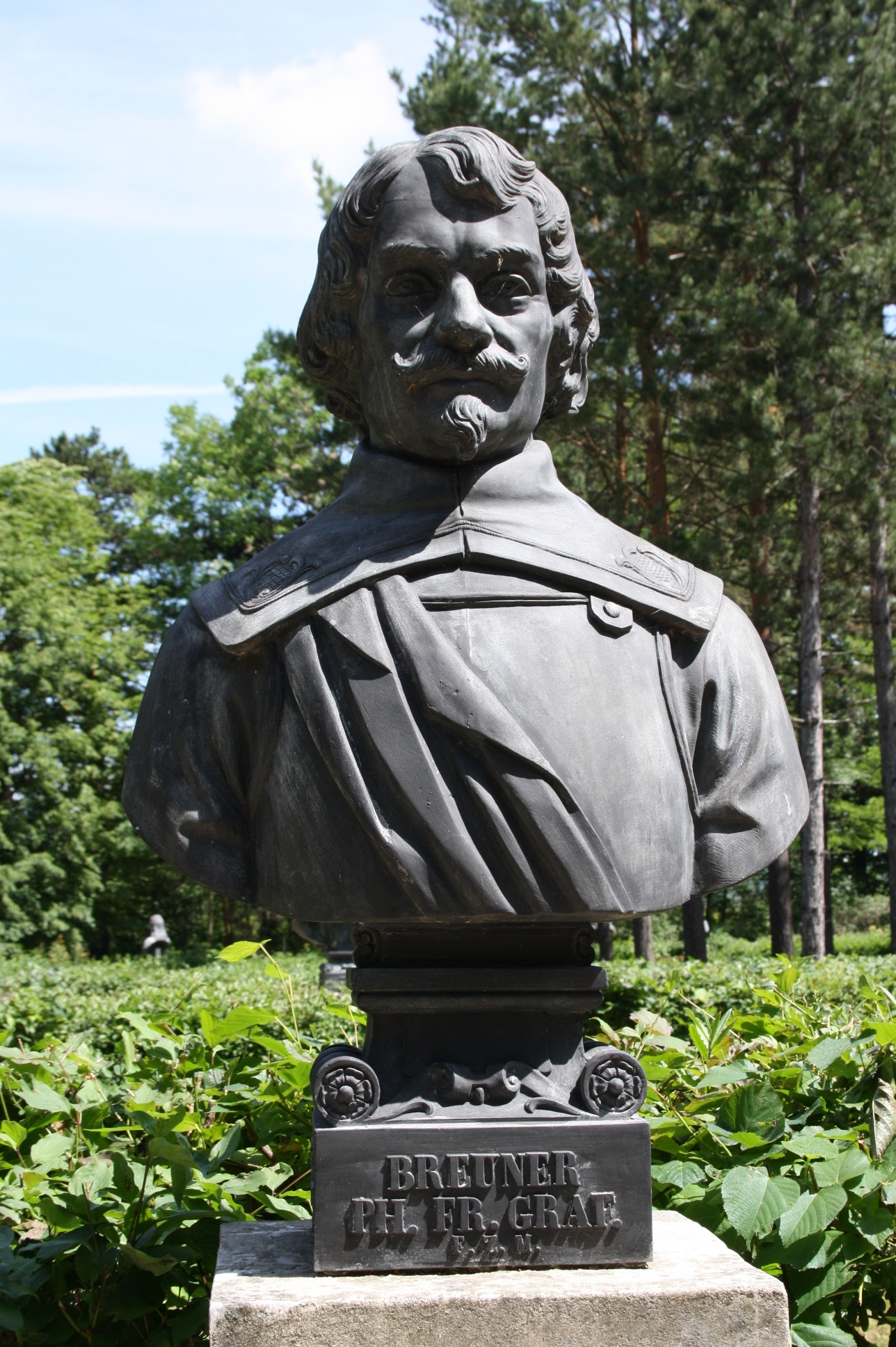
Büste von 1849 in der Gedenkstätte Heldenberg

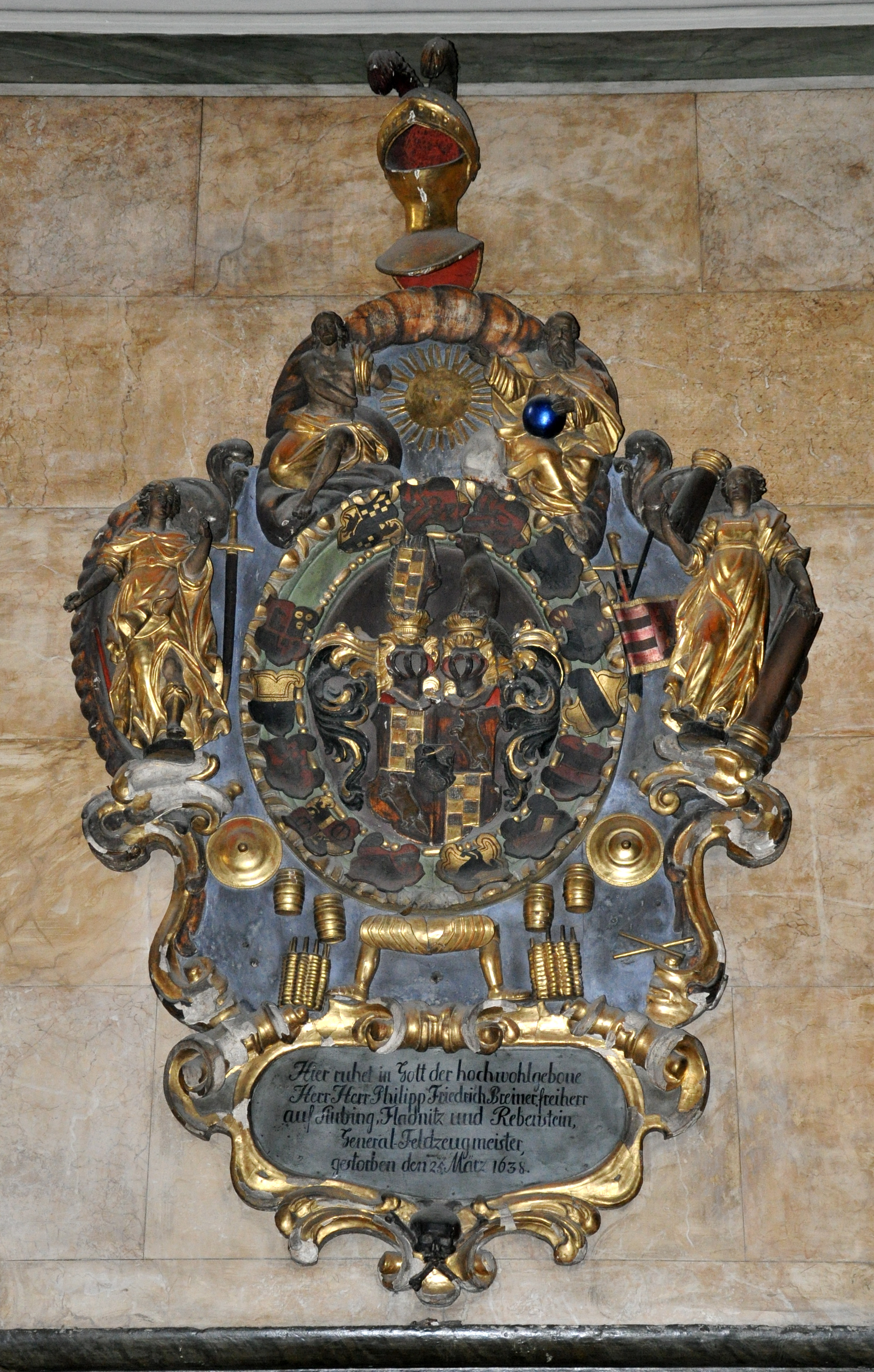
Epitaph für Philipp Friedrich von Breuner (Breiner) in der Schottenkirche in Wien

Philipp Friedrich Freiherr von Breuner (* 1601; † 25. März 1638 bei Warnemünde) war Feldzeugmeister in der Kaiserlichen Armee, dann Kämmerer im kaiserlichen Heer von Wallenstein und Oberst eines Regiments zu Fuß (Jung-Breuner). Seine Eltern waren Kasper von Breuner und Anna Maria von Trautmannsdorf.
Am Beginn des Dreißigjährigen Krieges zeichnete sich Philipp F. von Breuner bei verschiedenen Unternehmungen aus und erscheint schon 1625 als Oberst eines Regiments, mit dem er Hans Christoph von Löbel und Auersberg bei der Niederwerfung des österreichischen Bauernaufstandes unterstützte. Danach kämpfte er im Norden Deutschlands unter Pappenheim gegen die Dänen. Auch sein Vetter, der Feldzeugmeister Johann Philipp von Breuner, kämpfte als Oberst im Heer von Wallenstein, fiel aber  in der Schlacht bei Lützen. Philipp F. von Breuner kämpfte zunächst weiter im Heer von Wallenstein, das nach dessen Tod für kurze Zeit unter den Oberbefehl von Gallas kam. Im Sommer 1634 nahm er mit seinem Regiment an der Belagerung von Regensburg teil, wurde im Juni als Kommandeur eines Generalsturmes auf die Stadt schwer verwundet, geriet in Gefangenschaft und überlebte seine Verwundung. Ob er im September 1635 sein Regiment in der Schlacht bei Nördlingen kommandierte, ist unbekannt. Bei der Rückeroberung der von den Schweden besetzten Stadt Heidelberg wirkte er mit, zog dann mit dem kaiserlichen Heer Richtung Ostsee und starb bei der Belagerung von Warnemünde an einem hitzigen Fieber. Seine Leiche wurde nach Wien überführt und in der Schottenkirche in Wien beigesetzt.